# 超人IV：寻求和平
《超人第四集：太空對決》（英語：Superman IV: The Quest for Peace）是於1987年由導演Sidney J. Furie執導的超級英雄電影。這部電影是《超人系列電影》的第4部，亦是克里斯多夫·李維最後一次飾演超人的電影。

## 劇情
超人的宿敵雷克斯從獄中逃出來，心中只懷了一個目的---毀掉超人！
當超人正忙著解決地球上核武的危機同時，雷克斯取得了超人的基因，在改良之後，核能超人即將誕生，成為超人致命勁敵。
超人與核能超人終於狹路相逢，展開一場太空對決，超人處於下風，一路苦追核能超人，13日無法打敗對手，甚至幾次被核能超人打倒，最後在自由女神像前，超人敗在核能超人手上，被核能超人一腳踢到外太空，只剩下飄落下來的紅色超人披風⋯⋯
元氣大傷的超人花了一番功夫才再次恢復體力，而他也看出了核能超人的弱點，他把核能超人引入暗不見光的電梯之後，立刻破壞了電源，而沒有了太陽的照射，核能超人完全失去能量，猶如一具死屍。不願意開殺戒的超人覺得，既然核能超人已經被關在黑暗中，對決應該結束了，他把整座電梯帶上月球，他覺得無人的月球應該是個安全的地方，卻不料他的一念之仁，竟然使他將再一次面對生涯中更大的一次挫敗！
太陽照進電梯門縫裡，核能超人因而＂起死回生＂，被惹怒的核能超人，和超人在月球上展開一場力量的對決，超人雖然已經被他打敗過一次，但他心裏認為，只要短暫的打倒核能超人，他還是可以把對手再次關回黑暗的電梯裏。可是超人力不從心，完全不是核能超人的對手，短短三分鐘不到，超人已經被核能超人打趴在地上，無力還手，核能超人捉起超人的腳，把超人甩出月球，超人已經亂了手腳，居然又飛回來成為人肉飛彈，想要硬碰硬的把核能超人撞昏，但是沒想到核能超人的身體比超人還要強壯！超人昏倒了，核能超人把昏倒的超人像舉重一樣的舉了起來，然後重重把超人＂立＂在土裏，然後一拳一拳的打在昏迷的超人的肩膀上，讓超人像根釘子一樣的被核能超人捶進了土裏，完全被埋在月球土壤中。核能超人或許認為超人和他一樣，沒有了太陽，也就等於＂死了＂，所以他把超人埋進照不到陽光的土裡之後，頭也不回的飛回了地球。
連續兩次被核能超人打敗，超人的力氣和超能力都不如對手，他甚至受到空前的羞辱，被核能超人捶昏活埋，他該如何反敗為勝呢？力氣打不過核能超人，他還能靠什麼擊敗對手，保衛地球、甚至保護他自己呢？

## 演員
- 克里斯多夫·李維飾超人
- 金·哈克曼飾雷克斯·路瑟 / 核能超人的配音
- 馬克·皮爾洛（德语：Mark Pillow）飾核能超人
- 馬戈迪·基德爾飾露薏絲·蓮恩
- 傑基·庫珀（英语：Jackie Cooper）飾派瑞·懷特
- 馬爾克·麥克盧爾（英语：Marc McClure）飾吉米·奧爾森
- 喬恩·克萊爾飾Lenny Luthor
- 山姆·沃納梅克（英语：Sam Wanamaker）飾David Warfield
- 瑪麗埃爾·海明威飾Lacy Warfield
- 達米恩·麥克拉沃恩飾Jeremy
- 威廉姆·霍金斯（英语：William Hootkins）飾Harry Howler
- 吉姆·布洛班特飾Jean Pierre Dubois
- 史丹利·勒博（英语：Stanley Lebor）飾General Romoff
- 唐·費洛斯（英语：Don Fellows）飾Levon Hornsby
- 羅伯特·比提（英语：Robert Beatty）飾美國總統
- 蘇珊娜·約克飾the voice of Lara

## 評價
爛番茄基於51條評論，本片的新鮮度僅10%，平均分為3/10。而在Metacritic上也只得到24分。IMDB上僅得3.7分，大獲差評。

## 票房
這部電影在全球的總票房僅1568萬美元，但預算高達1700萬美元，對電影公司來講是個不小的損失。也是個票房的失敗。

## 奖項
該集超人電影的票房成續極差，加上有眾多負面評價，以下是獲得的差劣奖項:
- 1988年金酸莓奖(Razzie Award) 最差视觉效果(提名) John Evans
- 1988年金酸莓奖最差视觉效果(提名) Harrison Ellenshaw
- 1988年金酸莓奖最差女配角(提名)

## 外部連結
- 互联网电影数据库（IMDb）上《超人IV：寻求和平》的资料（英文）
- AllMovie上《超人IV：寻求和平》的资料（英文）
- Box Office Mojo上《超人IV：寻求和平》的資料（英文）
- Metacritic上《超人IV：寻求和平》的資料（英文）
- 爛番茄上《超人IV：寻求和平》的資料（英文）
- 開眼電影網上《超人IV：寻求和平》的資料（繁體中文）
- 时光网上《超人IV：寻求和平》的資料（简体中文）
- 豆瓣电影上《超人IV：寻求和平》的資料 （简体中文）